# 兵庫県立なか・やちよの森公園
兵庫県立なか・やちよの森公園（ひょうごけんりつなか・やちよのもりこうえん）は、 兵庫県多可郡多可町中区にある県立ふるさとの森公園の一つで、2003年（平成15年）3月23日に開園した。名称は合併前の旧町名の多可郡中町、多可郡八千代町に由来している。

## 概要
兵庫県内に6か所ある「ふるさとの森公園」の一つとして、2003年に設置された。県道24号沿いセントラルサーキット近く、糀屋（こうじや）ダム、翠明湖（すいめいこ）の西側に位置しており、湖畔の広場と渓流の広場の2つの拠点施設があり、自然に囲まれた四季折々の豊かな里山を体感できる公園。兵庫県では、 1974年（昭和49年）10月より関係企業の理解と協力を得て、法人県民税の超過課税を実施し、この貴重な財源をもとに、文化（Culture)、スポーツ(Sports)、レクリエーション（Recreation)の活動の場として、CSR活動拠点施設の整備等を行っている。勤労者の自由時間が増大し、価値観の多様化・個性化する中で、こころ豊かな生活づくり、生きがいづくりを目的とした総合施設。公園事務所付近の標高は、161メートル。

## 施設
自然に囲まれた中で散策したり、山歩きができる公園で、一般の来園者、団体での利用が可能。1年を通して様々なプログラムも実施している。身障者用トイレ・女子トイレ、子供用の着替え台の設置、手洗い場が整備されている。
- 湖畔の広場：森づくりや食の体験など（活動拠点施設／田畑／果樹園／ビオトープ池／炊事棟／創造のエリア／東屋／駐車場46台）
- 渓流の広場：炭焼き、クラフト体験、自然観察（活動拠点施設／炭焼き窯／木工クラフト広場／駐車場20台）
- 林間広場：南北の尾根筋約4.1kmの散策道の北側入り口
- 散策路：尾根筋で翠明湖を一望できる（黒木山東屋／観察デッキ展望台／森の休憩所）

## 利用
- 開園時間：9時 - 17時
- 休園日：月曜日（月曜日が祝日の場合は、その翌日以降の平日）、年末年始（12月29日から1月3日）
- 入園料：無料
- 駐車場：無料（湖畔の広場46台、渓流の広場 20台）
- 自販機：湖畔の広場と渓流の広場に設置
- 食堂：なし
- ゴミ箱：未設置
- レンタサイクル：有料（大人用15台、子供用-24インチ 5台）
  - 自転車の園内への乗り入れは禁止

### 注意事項
- ペットの同伴は可能、リードを付け、糞は持ち帰る
- 草花や昆虫の採取は不可
- バーベキュー、キャンプ、花火等は禁止
- たばこの吸い殻は捨てないで、山火事に注意する
- 野球、サッカー、バレーボールなどのボール遊びは禁止

## ボランティア活動
園内では、里山を育てるグループ、里山に集うグループ、里山に学ぶグループ、里山を楽しむグループの4グループが活動中で、散策道の整備や公園内のベンチ、案内看板、遊具など設備の製作や補修を行っている。参加資格は、個人では中学生以上、企業、職域グループ、同好会、自治会などで構成される。

## アクセス
- 公共交通
  - 湖畔の広場：JR西日本加古川線西脇市駅から神姫バス（曽我井経由）「鳥羽」「山寄上」行き、又は、多可町のぎくバス、「糀屋」停留所下車徒歩約30分
  - 渓流の広場：JR西日本加古川線「西脇市駅」から神姫バス「大屋」行き「俵田」停留所下車徒歩約30分
- 自動車
  - 中国自動車道加西I.Cから約30分
  - 中国自動車道滝野・社I.Cから約40分